# Ruby Rose
Ruby Rose Langenheim (n. 20 martie 1986, Melbourne), cunoscută simplu Ruby Rose, este un model, DJ, cântăreață, actriță, prezentatoare de televiziune și fost VJ la MTV de origine australiană. Faimoasă ca DJ pentru MTV Australia și ca gazda unui talk show australian numit The Project, a avut, de asemenea, o carieră ca artist, lansându-și primul ei single, Guilty Pleasure, la sfârșitul anului 2012.
Rose a urmat o carieră în actorie începând cu 2008, când a apărut în pelicula australiană Suite for Fleur. În 2013 a avut un mic rol în drama Around the Block. A apărut în sezoanele trei și patru din serialul Netflix Orange Is the New Black și a primit laude pentru munca ei. A avut apariții și în numeroase filme de acțiune, precum Resident Evil: Ultimul capitol, Triplu X: Întoarcerea lui Xander Cage sau John Wick: Capitolul 2.
Este cunoscută pentru stilul androgin pe care îl adoptă atât în vestimentație, cât și în stilul de viață.